# إحصائيات لدغات الثعابين
تكون معظم لدغات الثعابين بسبب ثعابين غير سامة. فمن حوالي 3,700 نوعًا معروفًا من الثعابين الموجودة في جميع أنحاء العالم، يعتبر 15% فقط منها خطرة على البشر. توجد الثعابين في كل قارة باستثناء القارة القطبية الجنوبية. يوجد نوعان من العائلات الرئيسية من الثعابين السامة، العرابيد والأفعويات. تم التعرف على ثلاثمائة وعشرين نوعًا في 61 جنسًا في عائلة الأحفاث السامة و224 نوعًا في 22 جنسًا في عائلة الأفعويات، بالإضافة إلى ذلك، يوجد ما يقرب من 700 نوع سام في عائلة الأفاعى الأكثر تنوعًا وتوزعًا على نطاق واسع والمعروفة بعائلة الأحناش، ولكن خمسة أجناس فقط هي حية الشجر، وثعابين الغصين، وثعابين كيلاك، والثعابين الخضراء، والثعابين الرفيعة هي التي يمكن أن تتسبب في وفيات بشرية.
ونظرًا لأن الإبلاغ عن لدغات الأفاعي ليس إلزاميًا في العديد من مناطق العالم، فغالبًا ما يتم الإبلاغ عن تلك الحالات. وبالتالي، لم تُجرى أي دراسة دقيقة لتحديد تواتر لدغات الأفاعي على المستوى الدولي. وتشير بعض التقديرات مع ذلك إلى أن العدد يتراوح بين 1.2 و 5.5 مليون لدغة أفعى، و421000 حالة تأثر بزعاف الحشرات، مما يؤدي إلى ما يُقدّر بـ 20,000 حالة وفاة. ولكن قد يصل العدد الفعلي للوفيات إلى 94000. يعاني كثير من الناجين من لدغات الأفاعي من تلف دائم في الأنسجة بسبب سم الأفعى، مما يؤدي إلى حدوث إعاقة. تحدث معظم لدغات الثعابين والوفيات في جنوب آسيا، وجنوب شرق آسيا، وأفريقيا جنوب الصحراء. أبلغت الهند عن عدد وفيات من لدغات الأفاعي أكثر من أي بلد أخرى. حدد تحليل للإحالة المرجعية للدغات الأفاعي السامّة مع إمكانية العلاج الطبي أن 93 مليون شخص في جميع أنحاء العالم معرضون بشكل كبير للموت من لدغات الأفاعي.
تحدث لدغات الأفاعي في جميع أنحاء العالم في أغلب الأحيان في موسم الصيف عندما تكون الثعابين نشطة في الهواء الطلق. وتحدث لدغات الأفاعي في المناطق الزراعية والاستوائية أكثر من أي مكان آخر. وفي أمريكا الشمالية، عادةً ما يكون الضحايا من الذكور ما بين 17 و27 عامًا، بينما يكون الأطفال وكبار السن هم الأكثر عرضة للموت.

### فهارس
- Greene، Harry W. (1997). Snakes: The Evolution of Mystery in Nature. Berkeley, CA: University of California Press. ISBN:978-0-520-20014-2. مؤرشف من الأصل في 2022-04-23.
- Stephen P.، Mackessy، المحرر (2010). Handbook of Venoms and Toxins of Reptiles (ط. 2nd). Boca Raton, FL: CRC Press. ISBN:978-0-8493-9165-1.
- O'Shea، Mark (2008). Venomous Snakes of the World. London: New Holland Publishers. ISBN:978-1-84773-086-2.
- Valenta، Jiri (2010). Venomous Snakes: Envenoming, Therapy (ط. 2nd). Hauppauge, NY: Nova Science Publishers. ISBN:978-1-60876-618-5.